# Arabis georgiana
Arabis georgiana là một loài thực vật có hoa trong họ Cải. Loài này được R.M.Harper mô tả khoa học đầu tiên năm 1903.